# Manlius (Illinois)
Manlius és una població dels Estats Units a l'estat d'Illinois. Segons el cens del 2000 tenia 355 habitants.

## Demografia
Segons el cens del 2000, Manlius tenia 355 habitants, 149 habitatges, i 96 famílies. La densitat de població era de 442,1 habitants/km².
Dels 149 habitatges en un 31,5% hi vivien nens de menys de 18 anys, en un 55,7% hi vivien parelles casades, en un 6,7% dones solteres, i en un 34,9% no eren unitats familiars. En el 32,9% dels habitatges hi vivien persones soles el 20,1% de les quals corresponia a persones de 65 anys o més que vivien soles. El nombre mitjà de persones vivint en cada habitatge era de 2,38 i el nombre mitjà de persones que vivien en cada família era de 3,05.
Per edats la població es repartia de la següent manera: un 27,6% tenia menys de 18 anys, un 8,7% entre 18 i 24, un 24,2% entre 25 i 44, un 22,3% de 45 a 60 i un 17,2% 65 anys o més.
L'edat mediana era de 38 anys. Per cada 100 dones de 18 o més anys hi havia 81 homes.
La renda mediana per habitatge era de 38.214 $ i la renda mediana per família de 49.500 $. Els homes tenien una renda mediana de 36.250 $ mentre que les dones 17.273 $. La renda per capita de la població era de 16.842 $. Aproximadament el 2,6% de les famílies i el 7,1% de la població estaven per davall del llindar de pobresa.

## Poblacions més properes
El següent diagrama mostra les poblacions més properes.